# Kanton Huanchaca (Uyuni)
Der Kanton Huanchaca ist ein Gemeindebezirk im Departamento Potosí im Hochland des südamerikanischen Anden-Staates Bolivien.

## Lage im Nahraum
Der Kanton Huanchaca ist einer von fünf Kantonen im Landkreis (bolivianisch: Municipio) Uyuni in der Provinz Antonio Quijarro. Er grenzt im Westen an den Kanton Uyuni, und im Süden, Osten und Norden an das Municipio Tomave.
Der Kanton erstreckt sich zwischen etwa 20°10' und 20°20' südlicher Breite und 66°35' und 66°44' westlicher Länge. Es misst von Norden nach Süden bis zu siebzehn Kilometer, von Westen nach Osten bis zu vierzehn Kilometer. Im südwestlichen Teil des Kantons liegt der zentrale Ort des Kantons, Huanchaca, eine Minero-Siedlung aus dem 19./20. Jahrhundert, die heute noch aus zwölf Gebäuden besteht, aber derzeit nur wenig bewohnt ist. Die mittlere Höhe des Kantons ist 4300 m.

## Geographie
Der Kanton Huanchaca liegt auf dem Altiplano im zentralen Bolivien zwischen der Cordillera de Chichas im Nordosten und dem Salzsee Salar de Uyuni im Westen.
Die mittlere Durchschnittstemperatur der Region liegt bei etwa 9 °C (siehe Klimadiagramm Uyuni), die monatlichen Durchschnittstemperaturen schwanken zwischen 5 °C im Juli und gut 11 °C von November bis März. Der Jahresniederschlag beträgt nur etwa 140 mm, bei einer ausgeprägten Trockenzeit von April bis November mit Monatsniederschlägen unter 10 mm, nennenswerter Niederschlag fällt nur in den Monaten Januar und Februar mit Monatswerten von etwa 40 mm.

## Bevölkerung
Die Bevölkerungszahl in dem Kanton ist im letzten Jahrzehnt des vergangenen Jahrhunderts deutlich zurückgegangen:
- 1992: 74 Einwohner (Volkszählung)[1]
- 2001: 11 Einwohner (Volkszählung)[2]
- 2012: 30 Einwohner (Volkszählung)[3]

Die Bevölkerungsdichte im Kanton Huanchaca bei der Volkszählung betrug 0,1 Einwohner/km², im Municipio Uyuni 2,4 Einwohner/km², die Lebenserwartung der Neugeborenen im Municipio lag im Jahr 2001 bei 62 Jahren. 
Der Alphabetisierungsgrad bei den über 19-Jährigen im Municipio Uyuni beträgt 84 Prozent, und zwar 94 Prozent bei Männern und 76 Prozent bei Frauen (2001).
Die Region weist einen hohen Anteil an Quechua-Bevölkerung auf, im Municipio Uyuni sprechen 43,4 % der Bevölkerung Quechua.

## Gliederung
Das Cantón Huanchaca ist nicht weiter in Subkantone (vicecantones) untergliedert, bei der Volkszählung 2001 waren folgende bewohnte Ortschaften (localidades) notiert:
- Cascana
- Juskuni
- Lupuyo
- Pacamaya
- Tajo